# تفجير السفارة البريطانية عام 1946
كان تفجير السفارة البريطانية في بورتا بيا في روما عملًا إرهابيًا ارتكبته منظمة الإرجون في 31 أكتوبر 1946. تم زرع عبوتين ناسفتين موقوتتين في حقيبتين عند المدخل الأمامي للسفارة؛ أدى الانفجار الناتج إلى إصابة شخصين وتدمير الجزء السكني من المبنى بشكل لا يمكن إصلاحه. استهدف الإرجون السفارة لأنهم اعتبروها عقبة أمام الهجرة اليهودية غير الشرعية إلى فلسطين الانتدابية. أحد أهداف الإرغون المقصودة، السفير نويل تشارلز، كان بعيدًا في إجازة أثناء الهجوم. سرعان ما تقرر أن المقاتلين الأجانب من فلسطين الانتدابية كانوا وراء الهجوم وتحت ضغط من بريطانيا العظمى، قامت الشرطة الإيطالية والكارابينييري وقوات الشرطة المتحالفة باعتقال العديد من أعضاء منظمة بيتار، التي جندت مقاتلين من بين اللاجئين النازحين. تأكيدًا للمخاوف من توسع الإرهاب اليهودي إلى ما وراء فلسطين الانتدابية، كان قصف السفارة أول هجوم ضد أفراد بريطانيين من قبل الإرجون على الأراضي الأوروبية.
بدأت الحكومتان البريطانية والإيطالية تحقيقاً مستفيضاً وخلصتا إلى أن نشطاء الإرجون من فلسطين الانتدابية هم من نظموا الهجوم. وندد بالهجوم قادة الوكالات اليهودية التي تشرف على اللاجئين. سنّت إيطاليا بعد ذلك إصلاحًا صارمًا للهجرة وزادت المشاعر المعادية للسامية في المملكة المتحدة. في أوائل الخمسينيات من القرن الماضي، ضغطت إسرائيل على البريطانيين للضغط على الحكومة الإيطالية حتى لا تلاحق المسلحين. في عام 1952، حوكم ثمانية مشتبه بهم - من بينهم زعيم العصابة مويش ديتيل - غيابيا وحكم عليهم بالسجن لمدة تتراوح بين 8 إلى 16 شهرا.

## الخلفية
توقعت الحكومة البريطانية خطر الإرهاب اليهودي النابع من خارج فلسطين الانتدابية في أعقاب الحرب العالمية الثانية. تأسس الإرجون قبل الهولوكوست بدافع السخط من سياسة الهاجاناه في هافلاغاه، أو ضبط النفس. أصبح الجناح العسكري للصهيونية التصحيحية في عام 1936، وهو تحول مرتبط باللجوء العربي إلى المقاومة في ذلك العام، وهو بحد ذاته احتجاج على السياسة البريطانية فيما يتعلق بالهجرة اليهودية. ورأى الإرجون أن الإرهاب كان تكتيكًا ناجحًا لأنه مكّن العرب من تغيير سياسة بريطانيا العظمى بشأن هجرة اليهود إلى فلسطين. أدى الكتاب الأبيض لعام 1939 الذي أعقب ذلك إلى تقليص الهجرة اليهودية بشكل كبير من خلال فرض الحصص وأشعل ردًا عسكريًا قصيرًا من قبل منظمة الإرجون وفرعها اللاحق شتيرن، حيث خلص كلاهما إلى أن حملات العنف السياسي التي تستهدف الأفراد والمنشآت البريطانية فقط هي التي يمكن أن تغير البريطانيين. علق الإرجون هذه العمليات عندما اندلعت الحرب العالمية الثانية بعد بضعة أشهر. أدت أخبار الهولوكوست من أوروبا المحتلة إلى قيامهم بتمرد عام 1944 بقيادة مناحيم بيجن. كما لعب الإرجون دورًا رئيسيًا في تنظيم عليا بت لتمكين الهجرة اليهودية السرية إلى فلسطين، ويقال إنه خص السفارة مقتنعة بأنها كانت مركزًا لـ "المؤامرات المعادية لليهود" للحد من الهجرة اليهودية غير الشرعية لفلسطين.
قبل تقاعده من منصب مدير عام المكتب الخامس في زمن الحرب في مايو 1946، قدم ديفيد بيتري تقييمًا لتهديد الإرهاب اليهودي في أوروبا وتحذيرًا: "الضوء الأحمر يظهر بالتأكيد". أكد خليفته السير بيرسي سيليتو التحذير في أغسطس وسبتمبر، عندما حدد الإرجون وليهي على أنهما التخطيط المحتمل لاغتيال شخصيات إنجليزية بارزة خارج الشرق الأوسط. اعتبر المكتب الخامس فلسطين الانتدابية أولوية داخل الإمبراطورية البريطانية وكان لها ضباط أمن دفاع (DSO) متمركزين داخل الانتداب، يعملون مع إدارات التحقيق الجنائي المحلية (CID) وكذلك وكالة المخابرات السرية (SIS) التابعة للمكتب الخامس، إلى جمع معلومات عن التهديدات الإرهابية اليهودية لبريطانيا. حذرت مصادرهم من أن الإرجون وشتيرن كانا يستهدفان أفرادًا بريطانيين خارج فلسطين الانتدابية.  كان على المكتب الخامس أن يأخذ هذه التهديدات على محمل الجد: في 22 يوليو 1946، فجر الإرجون فندق الملك داود، الذي يضم مكاتب الحكومة البريطانية، في القدس، مما أسفر عن مقتل 91 شخصا. كانت تُشنُّ حرب عصابات منخفضة الحدة في فلسطين، مع تخريب خطوط الاتصال والهجمات على الجنود البريطانيين ورجال الشرطة المنتدبين، قُتل 99 في الفترة من 1 أكتوبر حتى 18 نوفمبر. في حين قررت الهاجاناه في هذا الوقت تعليق دورها في عمليات التخريب، وسع الإرجون وشتيرن عملياتهم إلى أوروبا لضرب الممثلين الدبلوماسيين البريطانيين.

## التفجير

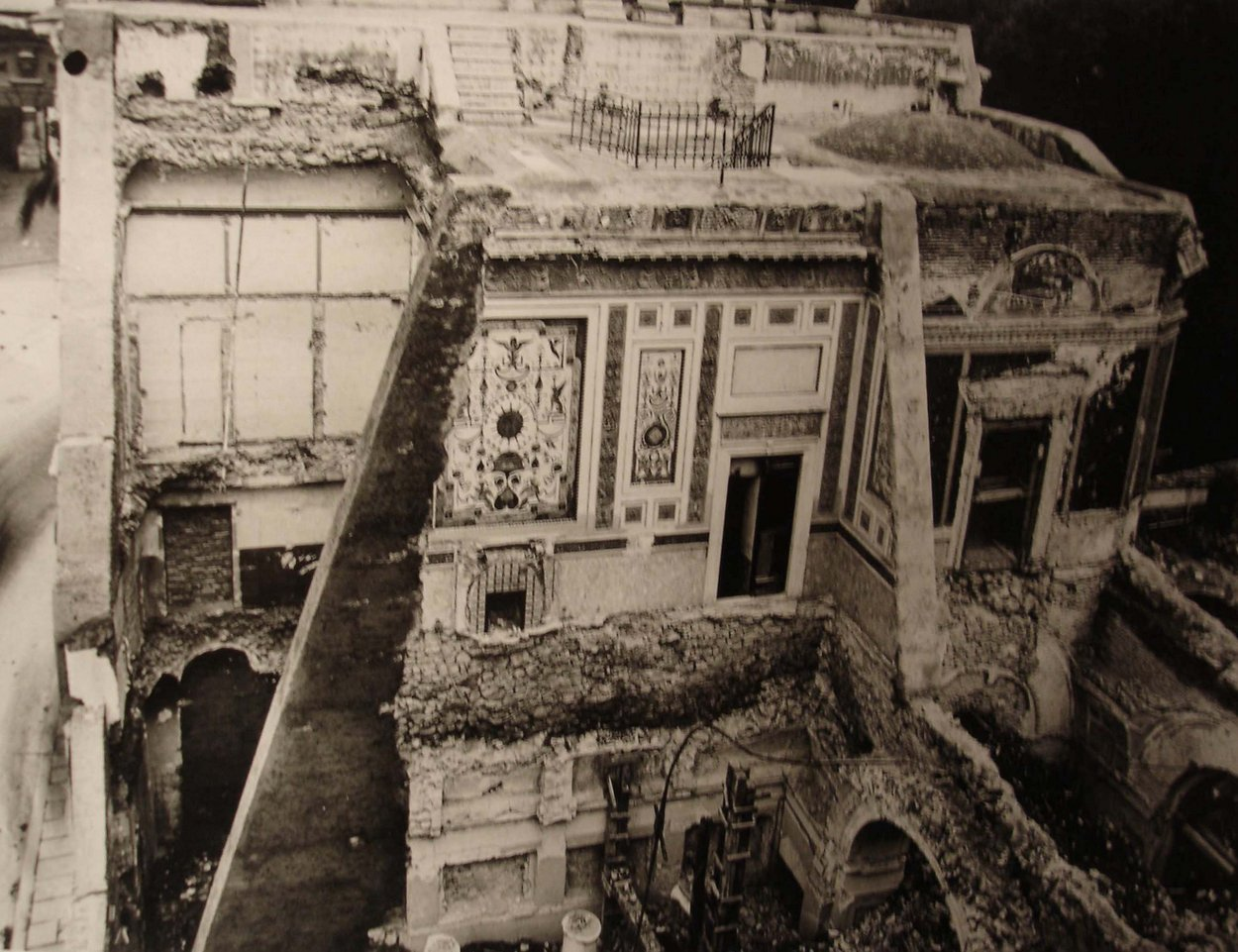
بقايا السفارة البريطانية في روما عام 1946

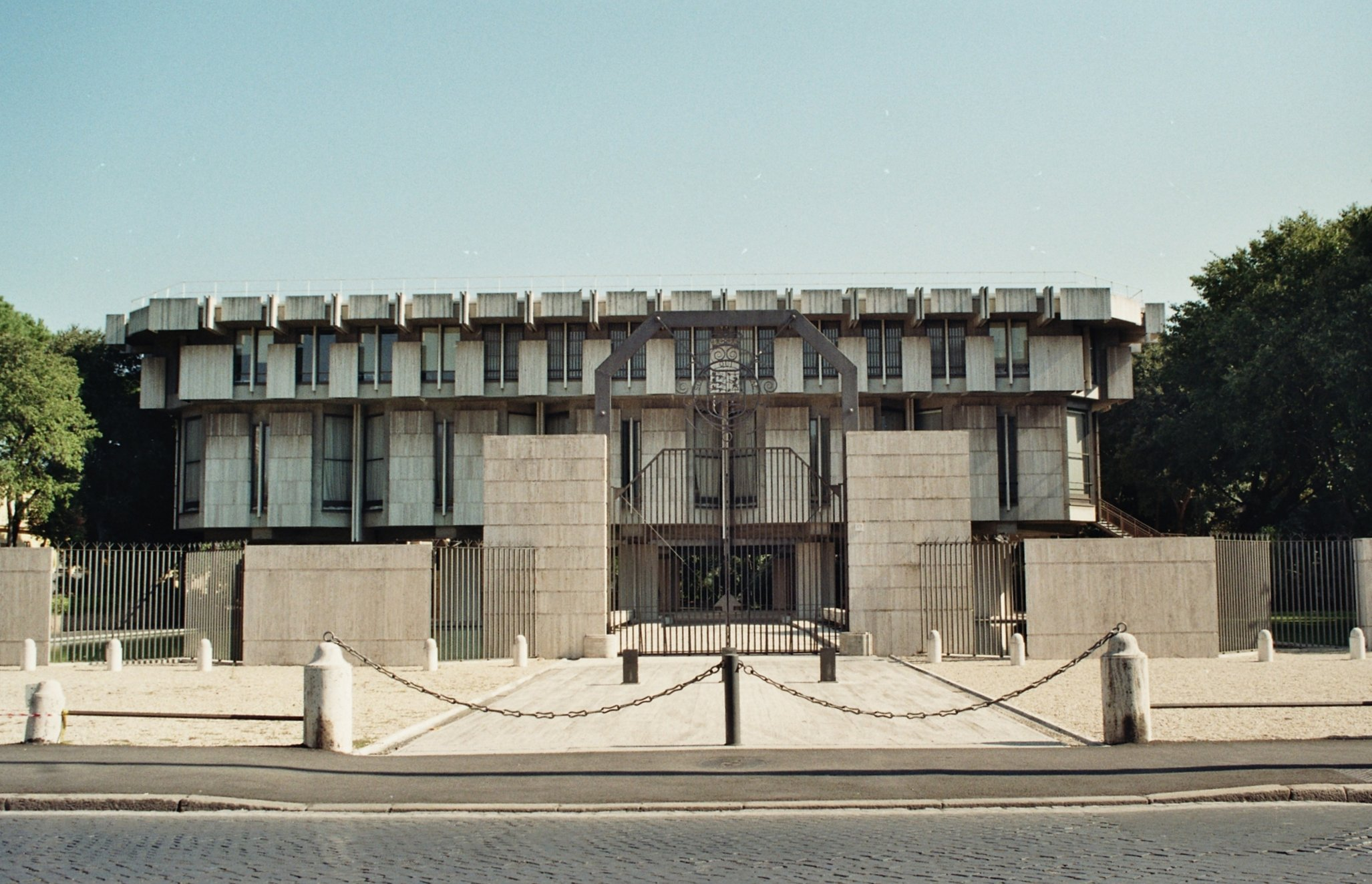
السفارة البريطانية في روما عام 2011

إلى حدود نوفمبر 1945، تم حساب أن حوالي 15000 لاجئ يهودي تمكنوا من دخول إيطاليا خلال الأشهر الستة السابقة منذ انتهاء الأعمال العدائية؛ كان الموقع الجغرافي للبلاد ملائمًا لتدفق اللاجئين إلى فلسطين. في سبتمبر 1945، التي انخرطت بالفعل لعدة سنوات في تمرد ضد سلطات الانتداب البريطاني والجيش في فلسطين، أرسلت القيادة العليا للإرجون بعثة إلى أوروبا كان هدفها تنظيم تدفق الناجين اليهود المشردين من الهولوكوست إلى فلسطين. وتجنيد الجنود وتنخرط في أعمال تخريبية ضد بريطانيا العظمى وتنسيق الأنشطة بين المنظمات الصهيونية المتعاطفة مع القضية.
تم تعيين إيلي تافين، الملقب بالفصح، رئيسًا للعمليات في الشتات وأسس أول قاعدة لوجستية للمجموعة في إيطاليا. وجد تافين دعمًا قويًا هناك بين مجموعات المقاومة الإيطالية المناهضة للفاشية، وقام بتجنيد العديد من أعضاء منظمة بيتار من بين اللاجئين، وكثير منهم، ممن كانوا يقيمون في مخيمات تديرها إدارة الأمم المتحدة للإغاثة والتأهيل أيضًا، كانوا حريصين على المشاركة، وأنشأوا خلايا من خلال البلد، أثناء إنشاء مدرستين لتدريب الكوماندوز على العمليات في تريكازي ولاديسبولي. بالفعل في مارس 1946، العديد من اللاجئين، دوف غورويتز (روماني)، وأبا شورمان (بولندي)، يساعدهم عدة أشخاص آخرين - ناتان رزيبكوفيتش (بولندي)، وتيبورزيو ديتيل (رييكا)، وشونو ستينغارتن (بولندي) وجيرش غوتا (بولندي)، قد أنشأت مكتبًا للمراسلات اليهودية في طريق صقلية 135، بالقرب من مكاتب الحلفاء الاستخبارية، وتم اختيار هذا المكتب ليصبح المكتب المركزي لعمليات الإرجون في إيطاليا. اعتبر الإرجون السفارة البريطانية في إيطاليا مركزًا للعمليات التي تعيق الهجرة اليهودية إلى فلسطين، وبالتالي تم تحديدها كهدف. اكتمل التخطيط للعملية في أوائل أكتوبر. قبل الحرب، حصلت حركة بيتار بقيادة زئيف جابوتينسكي على إذن من موسوليني لتدريب المسلحين في الكلية البحرية التي أنشئت في جبت بكة تحت رعاية السلطات الفاشية الإيطالية. وفقًا لمؤرخ الفاشية جوزيبي بارلاتو، اشترت منظمة الإرجون من الجماعة الإرهابية الفاشية الجديدة ما بعد الحرب المتفجرات المستخدمة في المحاولة عبر مكاتب المؤسس المشارك لها بينو روموالدي، وهو فاشي كان قد أنشأ مستودعًا سريًا لذخائر الجيش. والمتفجرات بعد انتهاء الحرب. يقول فوريو بياجيني أن المواد مأخوذة من رواسب موجودة في مركز تديره إدارة الأمم المتحدة للإغاثة والتأهيل.
في ليلة 31 أكتوبر 1946، انقسم عملاء الإرجون إلى مجموعتين: إحداهما طليت صليبًا معقوفًا كبيرًا على الجدار الأمامي للقنصلية البريطانية، وزرعت الأخرى متفجرتين تزن 40 كيلوغرامًا من مادة تي إن تي مغلفة في حقائب ومعبأة. إلى جهاز توقيت على درجات المدخل الأمامي للسفارة في (Via XX Settembre). لاحظ سائق يعمل في السفارة الحقائب ودخل مؤخرة المبنى للإبلاغ عنها. بعد لحظات، في الساعة 02:43، انفجرت العبوات الناسفة. تردد صدى تقرير الانفجار في جميع أنحاء المدينة وكان قوياً بما يكفي لتحطيم جميع نوافذ المنازل والشقق على مسافة كيلومتر واحد. تعرضت مدرسة خادمات القلب المقدس المكونة من 350 طفلاً "لأضرار بالغة". تم تدمير القسم السكني بالسفارة بسبب الانفجار الذي أحدث فجوة في المدخل. نويل تشارلز - السفير البريطاني والهدف الرئيسي للهجوم - كان بعيدًا في إجازة على الرغم من تضرر مكان إقامته بشدة. لم يصب أي من الموظفين البريطانيين بأذى، لكن إيطاليين، أحدهما جندي صادف مرورهما والآخر حارس السفارة، أصيبا بجروح خطيرة تركتهما في حالة حرجة.

## ما بعد التفجير
كان التفجير أول عملية إرهابية من قبل الإرجون ضد أفراد بريطانيين في أوروبا  نتج عن ذلك انتكاسة للهجرة اليهودية غير الشرعية إلى فلسطين، وكارثة علاقات عامة كبرى للتيار الصهيوني السائد.
أعلن قائد الشرطة الإيطالية في اليوم التالي أنه لم يكن هناك أي تورط لمواطنين إيطاليين، وأن الحادث يحمل بصمات عمليات مماثلة ضد البريطانيين في فلسطين، وأن المسؤولين عن ذلك كانوا يهودًا من فلسطين، رافضًا الشائعات التي تزعم أن الفاشيين الإيطاليين ربما كانوا مسؤولين. أجرت (Polizia di Stato) تحقيقًا بمساعدة بريطانية وأمريكية. في 4 نوفمبر قامت منظمة الإرجون بتلبيس الشوارع في العديد من المدن الإيطالية بإشعارات تعلن أنها كانت وراء الانفجار وأصدرت لصحفي أمريكي بيانًا يعلن مسؤوليتها عن ذلك، وقد تم الإبلاغ عن ذلك على النحو الواجب في صحيفة التايمز في 6 نوفمبر. كما هددت منظمة الإرجون بمزيد من الهجمات المنسقة ضد بريطانيا، وبررت تصرفاتها من خلال اتهام بريطانيا العظمى بأنها منخرطة في "حرب إبادة" ضد اليهود في جميع أنحاء العالم. سرعان ما تم القبض على ثلاثة لاجئين للاشتباه، واحتُجز اثنان آخران في 4 نوفمبر. تم اكتشاف مدرسة التخريب (Irgun Zvai Leumi) في روما، حيث تم العثور على مسدسات وذخيرة وقنابل يدوية ومواد تدريبية. تم القبض على أربعة مشتبه بهم آخرين في جنوة، واعتقل تافين في ديسمبر. من بين المعتقلين داو جورويتز، وتيبورزيو ديتيل، ومايكل براون، وديفيد فيتين.
كان العديد من أعضاء بيتار. وطلبت السلطات الإنجليزية تسليم المعتقلين لنقلهم إلى معسكرات الاعتقال البريطانية في إريتريا. أحد المعتقلين، إسرائيل (زئيف) إبستين، وهو صديق طفولة زعيم الإرجون مناحيم بيجن، حاول الفرار من سجنه في 27 ديسمبر 1946. كان يتلقى مساعدة من الرابطة الأمريكية من أجل فلسطين حرة، والتي قدمت له البطانيات والطعام والمال، لكنها أنكرت إرسال الحبل الذي هرب به. أصيب برصاصة في بطنه بعد أن أطلق ضابط إيطالي في مكان الحادث طلقة تحذيرية ودعاه إلى التوقف. مات متأثرا بجراحه في وقت لاحق من ذلك اليوم. في نهاية المطاف بعد الإبلاغ عن ضغوط من قيادة الحلفاء، تم إطلاق سراح المشتبه بهم.
تولى المحامي الجنائي الإيطالي جيوفاني بيرسيكو، الذي كان صديقًا لجابوتنسكي منذ أيامه في الجامعة، الدفاع عن المشتبه بهم. في نوفمبر، بدأت وسائل الإعلام البريطانية في إثارة فكرة أن الإرهاب اليهودي كان يمثل تهديدًا لبريطانيا نفسها، وخلق روايات عن مؤامرات وأنشطة إرهابية أخرى. ومع ذلك، وجهت الرابطة الأمريكية من أجل فلسطين الحرة نيابة عن الإرجون والإرغون نفسها نفس التهديدات التي كانت تنقلها وسائل الإعلام. نتيجة لذلك، زادت المشاعر المعادية للسامية في المملكة المتحدة. على الرغم من إدانة القيادة اليهودية لمخيمات النزوح للتفجير، كان للهجوم تأثير سلبي على اللاجئين في إيطاليا. بتشجيع من بريطانيا، سنت الحكومة الإيطالية عدة تشريعات لإصلاح سياسة الهجرة الخاصة بهم. حددت الحكومة موعدًا نهائيًا للتسجيل في 31 مارس 1947 وفرضت متطلبات تأشيرة سفر صارمة. تم إغلاق قواعد عمليات الإرجون في إيطاليا وتحويلها إلى عواصم أوروبية أخرى حيث واصل النشطاء تفجير أهداف بريطانية: فندق ساشر في فيينا، والذي كان في ذلك الوقت مقرًا للجيش البريطاني في تلك المنطقة، على سبيل المثال لا الحصر. من أجل عدم التفوق عليه من قبل الإرجون، قام خصم شتيرن بعمليات مماثلة ضد المكتب الاستعماري في لندن، حيث قامت وحدة سكوتلاند يارد بالتحقيق في الأنشطة الإرهابية اليهودية المرتبطة بتفجير السفارة، وتوقفت فقط من خطة لإطلاق سلالة من بكتيريا الكوليرا في شبكة إمدادات المياه الجوفية في لندن من خلال أنباء عن أن الحكومة البريطانية قررت مغادرة فلسطين. وفقًا للمؤرخ الإيطالي فوريو بياجيني، فقد هلل العالم بأسره للطريقة التي نجحت فيها مثل هذه الأعمال الجريئة التي قام بها أعضاء من اليشوف الفلسطيني في إذلال بريطانيا العظمى، وكان لجوء الإرجون وشتيرن إلى الإرهاب مكملًا لأنشطة الهاجاناه ودبلوماسية الوكالة اليهودية في تنفيذ الانسحاب البريطاني من فلسطين.
بعد خمس سنوات من التفجير، حثت إسرائيل بريطانيا على الضغط على إيطاليا لعدم ملاحقة ثمانية من المشتبه في ارتكابهم التفجير والذين يقيمون في إسرائيل. وكان خمسة منهم قد اعتقلوا في روما لكنهم خرجوا بكفالة وفروا، بينما لم يتم القبض على ثلاثة آخرين. في 17 أبريل 1952، حاكمت الحكومة الإيطالية موشيه ديتيل غيابيا لدوره القيادي في التفجير. تم العثور على ديتيل مذنبا وحكم عليه بالسجن لمدة 16 شهرًا. المتهمون السبعة الآخرون أدينوا أيضا لمشاركتهم في التفجير وحكم عليهم بالسجن ثمانية أشهر. ومع ذلك، ألغيت الأحكام على الفور من خلال العفو.

## ملحوظات
1. ↑  "It was stated that two members of the Irgun Zvai Leumi were instructed last March to start a propaganda campaign in Rome and to establish a news exchange office, whereas it was the headquarters of the organisation in Italy." (CT 1946a, p. 1)
2. ↑  "that the Irgum Svai Leumi was responsible for the bombing of the British Embassy in Rome. It was stated that the building was selected as it was the centre of operations hindering the repatriation of Jews." (CT 1946b, p. 2)
3. ↑  According to Paolo Mieli the archives of the Italian police and the كارابينييري in 1948 indicate that the Italian Communist Party was also suspected of being responsible at the time (Mieli 2017).
4. ↑  "Yaakov Eliav, capo delle operazioni del Lehi in Europa, rivelerà nelle sue memorie che, all'epoca, l'organizzazzione aveva progettato addirittura da disseminare dei bacilli di colera nelle condotte dell'acquedotto di Londra. I germi dovevano essere prelevati dalle colture dei laboratori dell'Instituto Pasteur, grazie alla complicità dei medici e degli impiegati che simpatizzavano per la causa ebraica. Secondo Eliav i preparativi per mettere in esecuzione questo spaventoso piano furono arrestati unicamente dalla decisione britannica di lasciare la Palestina."(Yaakov Eliav, head of Lehi operations in Europe, was later to reveal in his memoirs that, at this time, the organization had worked on nothing less than a plan to disseminate cholera bacteria in London's waterworks. The germs were to be obtained from cultures in the laboratories of the معهد باستور, thanks to the connivance of doctors and employees who were sympathetic to the Jewish cause. According to Eliav, preparations to execute this frightful plan were stopped only because of the British decision to withdraw from Palestine.) (Biagini 2004, pp. 90–91,91)

### اقتباسات
1. 1 2 3 4 5 6 7 8 9 10 11 12 13 14 15 16 17 18 19  Biagini 2004.
2. 1 2 3  Liebreich 2004.
3. 1 2 3 4 5 6 7  Walton 2008.
4. 1 2  Medoff & Waxman 2013.
5. 1 2  Hoffman 2015.
6. ↑  Walton 2011.
7. ↑  Laurens 2002.
8. 1 2  Kokkonen 2008.
9. 1 2  Bell 1976.
10. ↑  ANPI 1987.
11. 1 2 3 4  Bagon 2003.
12. 1 2  Parlato 2015.
13. ↑  Parlato 2006.
14. ↑  Toscano 2010.
15. 1 2 3  Pannullo 2016.
16. ↑  The Southern Cross 1946.
17. ↑  The Argus 1946.
18. ↑  The Daily Telegraph 1946.
19. ↑  The Border Watch 1947.
20. ↑  The Canberra Times 1946.
21. ↑  The Newcastle Herald 1946.
22. ↑  Jewish Telegraphic Agency 1947.
23. ↑  The West Australian 1946a.
24. ↑  The Age 1946.
25. ↑  The West Australian 1946b.
26. ↑  The Recorder 1946.
27. ↑  The West Australian 1947.
28. ↑  The Age 1947a.
29. ↑  The Age 1947b.
30. ↑  The Argus 1947.
31. ↑  Heller 2012.
32. 1 2  Jewish Telegraphic Agency 1952.

## المعلومات الكاملة للمراجع
- Bagon، Paul (2003)، The Impact of the Jewish Underground on Anglo Jewry (PDF)، جامعة أكسفورد، مؤرشف من الأصل (PDF) في 2023-01-13
- Bell، J. Bowyer (1976)، Terror Out of Zion: Fight for Israeli Independence، ناشرو ترانسكشن، ص. 178–181، ISBN:9781351486606، مؤرشف من الأصل في 2023-05-05
- Biagini، Furio (2004)، "L'Irgun e la resistenza ebraica in Palestina. L'attentato all'ambasciata britannica di Roma (ottobre 1946)"، Nuova Storia Contemporanea، ج. 8، ص. 75–92، مؤرشف من الأصل في 2023-05-05
- "Eight Irgunists Convicted in Italy for Bombing of British Embassy". Jewish Telegraphic Agency. 21 أبريل 1952. مؤرشف من الأصل في 2023-05-04. اطلع عليه بتاريخ 2018-05-07.
- "EMBASSY BOMBING. AID FOR PRISONERS. An American's Admission". The West Australian. 31 ديسمبر 1946a. مؤرشف من الأصل في 2023-05-04. اطلع عليه بتاريخ 2018-05-26. I am paying retainers to two lawyers to defend and care for all those held in connection with the Embassy bombing. I write regular cheques for £25 to £30 with which the prisoners are supplied with blankets and food and what cash they need, but I do not touch parcels. I disbelieve the policy story of a rope having been smuggled to Epstein in an U.N.R.R.A. parcel, but Epstein probably bribed a guard for the rope, using money I sent through a lawyer. {{استشهاد بخبر}}: الوسيط غير المعروف |بواسطة= تم تجاهله يقترح استخدام |عبر= (مساعدة)
- "Europe-Wide Search for Man Who Made Bomb". The Argus. A.A.P. 19 أبريل 1947. مؤرشف من الأصل في 2023-05-04. اطلع عليه بتاريخ 2018-05-26. The bomb was of the same type as that used in the explosion at the British Embassy in Rome last year and in several other outrages by Jewish terrorists. {{استشهاد بخبر}}: الوسيط غير المعروف |بواسطة= تم تجاهله يقترح استخدام |عبر= (مساعدة)
- Gremmo، Roberto (2009)، L'ebraismo armato. L'"Irgun Zvai Leumi" e gli attentati antibritannici in Italia (1946-1948)، Biella: Storia Ribelle
- Heller، Joseph (2012)، The Stern Gang: Ideology, Politics and Terror, 1940-1949، روتليدج (دار نشر)، ISBN:9781136298875، مؤرشف من الأصل في 2021-05-08
- Hoffman، Bruce (2015)، Anonymous Soldiers: The Struggle for Israel, 1917-1947، Knopf Doubleday Publishing Group، ISBN:9781101874660، مؤرشف من الأصل في 2021-05-07
- "Irgun Leaflet Bombs Explode in Rome, Venice, Threaten British Forces". Jewish Telegraphic Agency. 12 يناير 1947. مؤرشف من الأصل في 2023-05-04. اطلع عليه بتاريخ 2018-05-10.
- "Italians and British Envoy in Charge"، ديلي تلغراف، 2 نوفمبر 1946
- "Jew Terrorism. War Against Britain". The West Australian. 13 يناير 1947. مؤرشف من الأصل في 2023-05-04. اطلع عليه بتاريخ 2018-05-26. leaflet bombs were exploded on Friday by Irgun Zvai Leumi (the Jewish terrorist organisation) in Rome, Venice, Bari, Florence and Turin. "The vanguard of the clandestine Jewish army of liberation, with headquarters in Italy, means to destroy the British forces until the Jewish State is restored," the leaflets read {{استشهاد بخبر}}: الوسيط غير المعروف |بواسطة= تم تجاهله يقترح استخدام |عبر= (مساعدة)
- "Jew Terrorists. War on Britain. "Into the Heart."". The West Australian. 4 نوفمبر 1946b. مؤرشف من الأصل في 2023-05-04. اطلع عليه بتاريخ 2018-05-26. Jewish terrorists are planning to carry their underground war into the heart of Britain, according to the diplomatic correspondent of the "Evening News," who says that this was decided on at a secret conference of their "general staff" held in Palestine during the Paris Conference. The time bombs which exploded at the British Embassy in Rome early on Thursday morning, causing the front of the building to collapse, constituted the first blow in this war. {{استشهاد بخبر}}: الوسيط غير المعروف |بواسطة= تم تجاهله يقترح استخدام |عبر= (مساعدة)
- "Jewish Terrorists Blamed for Attack on British Embassy". كانبرا تايمز. 25 ديسمبر 1946a. مؤرشف من الأصل في 2023-05-04. اطلع عليه بتاريخ 2018-05-31. {{استشهاد بخبر}}: الوسيط غير المعروف |بواسطة= تم تجاهله يقترح استخدام |عبر= (مساعدة)
- "Jewish Threat to Britain. Extensive Underground War Planned". The Recorder. 4 نوفمبر 1946. مؤرشف من الأصل في 2023-05-04. اطلع عليه بتاريخ 2018-05-26. the bomb outrage at the British Embassy in Rome was the first blow of this war. {{استشهاد بخبر}}: الوسيط غير المعروف |بواسطة= تم تجاهله يقترح استخدام |عبر= (مساعدة)
- "Jews Arrested for Bombing Of British Embassy". كانبرا تايمز. 25 ديسمبر 1946. مؤرشف من الأصل في 2023-05-04. اطلع عليه بتاريخ 2018-05-26. police discovered that the Palestine terrorist organisation, Irgun Zvai Leumi, had established a sabotage school in Rome {{استشهاد بخبر}}: الوسيط غير المعروف |بواسطة= تم تجاهله يقترح استخدام |عبر= (مساعدة)
- "Jews Behind Rome Plot, Police Think". The Argus. 2 نوفمبر 1946. مؤرشف من الأصل في 2023-05-04. اطلع عليه بتاريخ 2018-05-26. suitcases containing explosives deposited on the doorstep of the main entrance, and two cards fixed to a near by wall. These read: "Attenzione-Miny." "Miny" is the Jewish spelling for mine. An Italian would have written "mine." {{استشهاد بخبر}}: الوسيط غير المعروف |بواسطة= تم تجاهله يقترح استخدام |عبر= (مساعدة)
- Kokkonen، Susanna (25 أبريل 2008). "Jewish Displaced Persons in Postwar Italy, 1945-1951". Jerusalem Center for Public Affairs. مؤرشف من الأصل في 2023-05-04.
- Laurens، Henry (2002). La Question de Palestine: 2,1922-1947. Fayard.
- Liebreich، F. (2004). Britain's Naval and Political Reaction to the Illegal Immigration of Jews to Palestine, 1945-1949. تايلور وفرانسيس. ISBN:978-1-135-76694-8. مؤرشف من الأصل في 2021-05-07.
- Medoff، Rafael؛ Waxman، Chaim I. (2013)، Historical Dictionary of Zionism، روتليدج (دار نشر)، ISBN:9781135966492، مؤرشف من الأصل في 2021-05-08
- Mieli، Paolo (2017)، Il caos italiano: Alle radici del nostro dissesto، Rizzoli، ISBN:9788858691229، مؤرشف من الأصل في 2021-05-07
- Pannullo، Antonio (31 أكتوبر 2016). "40 chili di tritolo nel cuore di Roma: così nel 1946 l'Irgun distrusse l'ambasciata inglese". Secolo d'Italia. مؤرشف من الأصل في 2023-05-04.
- Parlato، Giuseppe (2006)، Fascisti senza Mussolini: le origini del neofascismo in Italia, 1943-1948، Il Mulino
- Parlato، Giuseppe (2015)، "Neofascismo italiano e questione razziale"، في Resta، Giorgio؛ Zeno-Zencovich، Vincenzo (المحررون)، Le leggi razziali: Passato/Presente، RomaTrE-Press، ص. 147–180، ISBN:9788897524359
- "Police Say Woman Bomb "Planter" Now in Custody". ذي إيج. 13 يونيو 1947b. مؤرشف من الأصل في 2023-05-04. اطلع عليه بتاريخ 2018-05-26. Officers of the special branch of Scotland Yard who have been investigating Jewish terrorist activities are satisfied the man who made the bomb is also under arrest [...] New facts brought to light link it with the bomb incident at the British Embassy in Rome on October 31, 1946. {{استشهاد بخبر}}: الوسيط غير المعروف |بواسطة= تم تجاهله يقترح استخدام |عبر= (مساعدة)
- "Princess Elizabeth Threatened". The Border Watch. 7 يونيو 1947. مؤرشف من الأصل في 2023-05-04. اطلع عليه بتاريخ 2018-05-26. Jewish terrorist chief known as "Big Brother" says Reuter's correspondent in Rome. This chief claimed recently that the Irgun Zvai Leumi terrorist organisation planned to assassinate Princess Elizabeth. He added that his organisation would attack the centre of London and Buckingham Palace itself. {{استشهاد بخبر}}: الوسيط غير المعروف |بواسطة= تم تجاهله يقترح استخدام |عبر= (مساعدة)
- Quaderni della FIAP، Federazione italiana delle associazioni partigiane, Bastogi، ج. 50، 1987
- "Responsibility for Bomb Outrage". كانبرا تايمز. 5 نوفمبر 1946b. مؤرشف من الأصل في 2023-05-04. {{استشهاد بخبر}}: الوسيط غير المعروف |بواسطة= تم تجاهله يقترح استخدام |عبر= (مساعدة)
- "Rome School Damaged in Bomb Outrage". The Southern Cross. 29 نوفمبر 1946. مؤرشف من الأصل في 2023-05-04. اطلع عليه بتاريخ 2018-05-26. The school conducted by the Handmaids of the Sacred Heart, opposite to the British Embassy here which was badly damaged in the recent bomb outrage {{استشهاد بخبر}}: الوسيط غير المعروف |بواسطة= تم تجاهله يقترح استخدام |عبر= (مساعدة)
- "TERRORISM EXTENDS - Defiant Interview". ذي إيج. 13 يناير 1947a. مؤرشف من الأصل في 2023-05-04. اطلع عليه بتاريخ 2018-05-26. The Irgun Zvai Leumi will attack military objectives from England to Palestine. Jewish military resistance will reach into the heart of the British Empire {{استشهاد بخبر}}: الوسيط غير المعروف |بواسطة= تم تجاهله يقترح استخدام |عبر= (مساعدة)
- "Terrorist Shot". ذي إيج. 30 ديسمبر 1946. مؤرشف من الأصل في 2023-05-04. اطلع عليه بتاريخ 2018-05-26. Z. E. W. Epstein, a Polish Jewish professor, who was arrested in connection with the bombing of the British embassy in Rome, and wno was shot while trying to escape, died last night. {{استشهاد بخبر}}: الوسيط غير المعروف |بواسطة= تم تجاهله يقترح استخدام |عبر= (مساعدة)
- "Terrorists had H.Q. in Rome -". The Newcastle Herald. 25 ديسمبر 1946. مؤرشف من الأصل في 2023-05-04. اطلع عليه بتاريخ 2018-05-26. Police found at the headquarters pistols, ammunition, hand grenades, a German treatise on sabotage, and hand-written messages from the Irgun commander. {{استشهاد بخبر}}: الوسيط غير المعروف |بواسطة= تم تجاهله يقترح استخدام |عبر= (مساعدة)
- Toscano، Mario (2010)، "L'Italia e l'Aliyà Bet"، في Paganoni، Marco (المحرر)، Per ricostruire e ricostruirsi. Astorre Mayer e la rinascita ebraica tra Italia e Israele، Franco Angeli، ص. 75–88، ISBN:9788856827835
- Walton، Calder (2008)، "British Intelligence and the Mandate of Palestine: Threats to British National Security Immediately After the Second World War"، Intelligence and National Security، ج. 23، ص. 435–462، DOI:10.1080/02684520802293049، S2CID:154775965
- Walton، Calder (2011)، "British Intelligence and Threats to British National Security After the Second World War"، في Grant، Matthew (المحرر)، The British Way in Cold Warfare: Intelligence, Diplomacy and the Bomb 1945-1975، A&C Black، ص. 141–158، ISBN:9781441106278

## روابط خارجية
- نشرة الأخبار وقت التفجير